# 1983... (A Merman I Should Turn to Be)
„1983... (A Merman I Should Turn to Be)“ e психеделична песен на групата Джими Хендрикс Икспириънс, издадена в албума от 1968 година Electric Ladyland. Написана и продуцирана от Джими Хендрикс, песента е записана с участието на флейтиста Крис Ууд от група Трафик. Продължителността ѝ е над 13 минути, втората по-дължина песен, записвана някога от Хендрикс, надвишена единствено от друга песен в същия албум – Voodoo Chile.
„1983... (A Merman I Should Turn to Be)“ е песента, в която Хендрикс поема целия креативен контрол. Тя е една от първите записани след напускането на продуцента Чаз Чандлър. За разлика от Чандлър, който е фен на поп-ориентираните 4-мунитни песни, Хендрикс издължава песента до епичен размер от почти 14 минути. Много от ефектите са създадени от самия него, просто имитирайки звуци на микрофона. Поради конфликт в работния график басистът Ноел Рединг не участва в записа. В ранните часове на бас свири самия Хендрикс – струните са на обратно за него, тъй като е левичар.
Тематично песента акцентира върху мечтата на Хендрикс за един по-мирен свят. Това е най-експериментаторската му песен. Не е изпълнявана на живо поради техническата ѝ сложност.

## Състав

### Изпълнители
- Джими Хендрикс – китара, вокал, бас, перкусии, продуцент, миксиране
- Мич Мичъл – барабани
- Крис Ууд – флейта

### Допълнителен екип
- Еди Крамър – звукорежисьор, миксиране
- Гари Келгрен – звукорежисьор